# Ana Cláudia Michels
Ana Cláudia Michels (Joinville, 31 de julho de 1981) é uma médica e ex-modelo brasileira.

## Carreira
Sua carreira como modelo teve inicio aos 14 anos, quando, após ser incentivada por seu pai, matriculou-se em um curso de modelo em sua cidade. Em pouco tempo foi descoberta por uma agência de Florianópolis, começou a fazer desfiles e foi apresentada por um amigo à agência Mega Models. Em 1996, Michels começou a ser escalada para desfiles, entre eles os das marcas Ellus e Zoomp. Meses depois posou para a capa da revista Vogue sendo fotografada com Mario Testino. Ela fez trabalhos para grifes de alta-costura como Calvin Klein, Chanel, Louis Vuitton, Victoria's Secret, Chloé, Ralph Lauren, Gucci, Versace, entre outras.
Na São Paulo Fashion Week de 2009, Michels foi um dos assuntos centrais da mídia por causa de celulites aparentes durante desfile de biquíni. No que a modelo declarou: “as pessoas tem que entender que somos modelos, mas não somos perfeitas. Acho antiético estampar nos sites um close de uma bunda com celulite. É muita falta de assunto.”
Em dezembro de 2012, Michels foi aprovada no exame vestibular do Centro Universitário São Camilo para cursar medicina. A catarinense graduou-se no segundo semestre de 2019. Nos últimos dois anos da faculdade, ela realizou internato hospitalar no Hospital Geral de Carapicuíba do Sistema Único de Saúde (SUS), na periferia de São Paulo. Durante a pandemia de COVID-19 ela se colocou à disposição para estar na linha de frente do combate à doença, caso necessitem de médicos recém-formados.

## Vida pessoal
Descendente de alemães, Ana Cláudia Michels é filha de Vivaldo e Maria Ana Michels, um bancário e uma dona de casa, respectivamente. Ela tem dois irmãos, Viviane e Paulo Henrique.
Em 2015, Michels casou-se com o advogado Augusto de Arruda Botelho. Foram realizadas duas cerimônias, a primeira no dia 28 de março em Campo Alegre, Santa Catarina, apenas para a família. A segunda no dia 18 de abril no Alto de Pinheiros em São Paulo com a presença de duzentos convidados, entre eles as modelos Caroline Trentini, Caroline Ribeiro, Luciana Curtis, Isabella Fiorentino e Mariana Weickert. O casal tem dois filhos: Iolanda, nascida à 5 de setembro de 2016, e Santiago, nascido a 8 de agosto de 2018.
Michels é madrinha e voluntária do programa humanitário bucal Operação Sorriso.